# 金科中学
金科中学是美国耶稣会在上海创办的一所著名的教会中学。金科中学原名公萨格公学（Gonzaga College），為美国加利福尼亚州天主教耶稣会穆颂吉神父（F.Pius L. Moore）主办，校址在霞飞路汶林路（今淮海路宛平路）。第一期学生44人，半数为中国人。后因校舍过小，发展甚难，于1933年9月迁至胶州路734号，全校面积为九亩余。
二十世纪初，由中国知名企业家、慈善家和天主教人士陆伯鸿发起，邀请美国天主教耶稣会来沪创办，并由陆亲赴罗马请示教宗，获得设立学校的批准。公萨格公学是上海第一所以英语为主要授课语言的天主教会中学。
1936年春，由前天主教耶稣会神父马相伯等11人组成校董会，马相伯任校长，并按其建议将公萨格公学正式更名为金科中学，聘请神父丁树人任金科中学第一任校长，报经当时政府立案。是年秋，学校由四年制改为初高中三三制，全校学生260余人。1936年至1940年，历任校长分别是沈安芳、徐志光。金科校内设有一座总铎级教堂类思堂，奉圣类思·公撒格为主保，堂区范围为现静安区胶州路及其附近。二战后，上海天主教主母会自浦东钱家天主堂迁入该堂，“文化大革命”期间停止活动。八·一三淞沪抗战爆发后，金科中学全校师生全面支持抗战。汪精卫伪政府上台后，要求全市各校例行登记，遭到金科校方严词拒绝。此后，学校领导更迭频繁，至1945年抗战胜利后，金科中学时任校长为吴应枫神父。其后不久，吴应枫与时任震旦大学附中主任的龚品梅神父对调岗位，龚出任金科中学校长。1949年春，龚品梅调任天主教苏州教区主教，由原总务主任姚景星神父出任副校长主持日常事务。
1949年后，由于校内的共产党员学生反对和外界环境压力，学校改聘丰子恺出任校董会董事长，前上海法学院教务长曹辛汉任校长，副校长仍由姚景星担任。后经过大陆三年余的各种运动，1952年12月31日，金科中学由上海市教育局正式宣布“改私为公”，同时全面接管金科，并以校址所属地区之名将金科中学改名为上海市江宁中学。1996年，原金科中学所有建筑及其校内类思堂已被完全拆除，原址改建为胶州路教师公寓。
2010年11月15日下午14时许，建筑在金科中学和类思堂原址上的胶州路728号公寓楼因施工事故发生胶州路大火，火灾于当日下午18时许被基本控制，至20时许被扑灭。全楼几乎所有的房间均被烧毁，造成楼内居民58人遇难，70多人受伤的惨剧。